# Bát kiện tướng

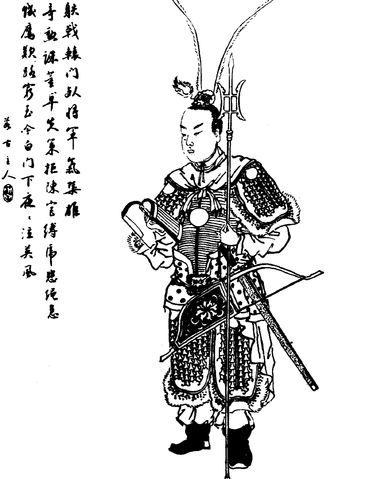
Lãnh Chúa Lữ Bố, Thủ Lĩnh Của Bát Kiện Tướng.

Bát kiện tướng (chữ Hán: 八健将) là đội hình tám tướng lĩnh dưới quyền của lãnh chúa Lữ Bố trong cuốn tiểu thuyết Tam Quốc diễn nghĩa của nhà văn La Quán Trung. Các tướng được liệt kê bao gồm: Trương Liêu, Tang Bá, Hác Manh, Tào Tính, Thành Liêm, Tống Hiến, Ngụy Tục, và Hầu Thành. Đây được cho là sự hư cấu của tác giả tiểu thuyết và trong chính sử không ghi nhận đội hình này từng tồn tại, mặc dù các vị tướng nêu trên đều là những nhân vật có thật.

## Trong Tam Quốc diễn nghĩa
Đội ngũ này xuất hiện lần đầu trong tiểu thuyết ở hồi thứ 11, được giới thiệu là tám kiện tướng đứng hộ tống Lã Bố tại trận Bộc Dương. Quân Tào và quân Lã Bố giao tranh ở Bộc Dương. Tào Tháo đem chư tướng ra dàn trận ở ngoài đồng. Tháo cưỡi ngựa đứng dưới cửa trận, đằng xa trông thấy binh Lã Bố kéo đến.
Hai bên bày trận xong, Lã Bố cưỡi ngựa ra đứng trước, hai bên có tám kiện tướng đứng kèm:
1, Trương Liêu, tên tự Văn Viễn, người huyện Mã Ấp, quận Nhạn Môn.
2, Tang Bá, tên tự Tuyên Cao, người huyện Hoa Âm, quận Thái Sơn.
Hai tướng ấy lại dẫn sáu tướng là Hác Manh, Tào Tính, Thành Liêm, Tống Hiến, Ngụy Tục, Hầu Thành và năm vạn quân. Trống đánh vang lừng.
Tám viên võ tướng trên đều có những công lao nhất định trong việc trợ giúp Lã Bố chống cự quân Tào và quân chư hầu. Số phận của họ lần lượt được nêu trong tiểu thuyết là: 
- Thành Liêm đi theo Lã Bố tập kích Tào Tháo ở Định Đào thì trúng mai phục, bị tướng Nhạc Tiến bắn tên giết chết.[2]

- Tào Tính bắn tên chột mắt tướng Tào là Hạ Hầu Đôn tại Bái Thành, nhưng Đôn rút tên nuốt con ngươi rồi lao đến đâm chết Tính.

- Hác Manh đi theo hộ vệ Hứa Dĩ, Vương Khải ở Hạ Phì thì bị Trương Phi bắt sống và bị Tào Tháo xử chém.[3]

- Tống Hiến, Ngụy Tục và Hầu Thành sau khi phản Lã Bố tại Hạ Phì thì cùng đầu quân cho Tào Tháo. Sau đó Tống Hiến và Ngụy Tục đều bị Nhan Lương giết tại trận Bạch Mã; còn Hầu Thành không được nhắc đến nữa.

- Trương Liêu và Tang Bá đầu phục Tào Tháo sau cái chết của Lã Bố. Trương Liêu đi theo Tào thừa tướng chinh chiến nhiều nơi, qua đời vào năm thứ hai Ngụy Văn Đế (222) do trúng tên của quân Ngô; còn Tang Bá chỉ xuất hiện khá mờ nhạt rồi đi với Từ Thứ ra giữ ải Đồng Quan, từ đó không còn được nói đến.

## Trong chính sử
Tám viên tướng trong đội hình đều được sử sách xác nhận là người có thật và cũng đều là tướng thuộc cấp của Lã Bố. Tuy nhiên họ được sử sách nhắc đến một cách đơn lẻ và chưa bao giờ cùng xuất hiện một chỗ hay được gọi gộp chung là một đội. Trong số đó thì Tang Bá không hẳn là tướng dưới quyền của Lã Bố mà là thủ lĩnh sơn tặc thuần phục trên danh nghĩa. Một điều nữa là: Cao Thuận, võ tướng mạnh mẽ và trung thành nhất của Lã Bố, mặc dù cũng xuất hiện trong tiểu thuyết nhưng không được liệt kê vào bát kiện tướng.
Số phận của các tướng trong chính sử lần lượt là:
- Tháng 6 năm 196, Hác Manh phản lại Lã Bố tại Từ châu. Thuộc hạ của Manh là Tào Tính không chịu theo làm phản và dẫn quân chống lại Manh. Sau đó Hác Manh bị Cao Thuận giết còn Tào Tính không xuất hiện nữa.[4]

- Cuối năm 198, Tào Tháo tiến quân đến đánh Lã Bố ở Hạ Phì. Bố bại trận, tướng Thành Liêm bị quân Tào bắt sống (có lẽ bị hành quyết sau đó).[5]

- Tháng 2 năm 199, khi Lã Bố bị bao vây ở Hạ Phì, Hầu Thành, Tống Hiến và Ngụy Tục làm phản, bắt trói Trần Cung và Cao Thuận rồi mở cửa hàng Tào. Cả ba sau đó cũng không được sử sách nhắc đến nữa.[6]

- Sau khi Hạ Phì thất thủ và Lã Bố bị giết, tướng Trương Liêu dẫn quân đến hàng,[7] còn Tang Bá sợ hãi bỏ trốn nhưng sau đó cũng được chiêu dụ. Cả hai đầu hàng Tào Tháo và trở thành các danh tướng nhà Tào Ngụy. Về sau, Trương Liêu mất năm 222 và Tang Bá mất năm 231.